# جوناثان أوغستين
جوناثان أوغستين (بالفرنسية: Jonathan Joseph-Augustin)‏ (13 مايو 1981 فرنسا - ) هو لاعب كرة قدم فرنسي يلعب كمدافع.

## روابط خارجية
- جوناثان أوغستين على موقع رابطة كرة القدم الفرنسية للمحترفين (الإنجليزية)
- جوناثان أوغستين على موقع قاعدة بيانات كرة القدم.إي يو (الإنجليزية)
- جوناثان أوغستين على موقع عالم كرة القدم.نت (الإنجليزية)